# Bateria de metal de lítio

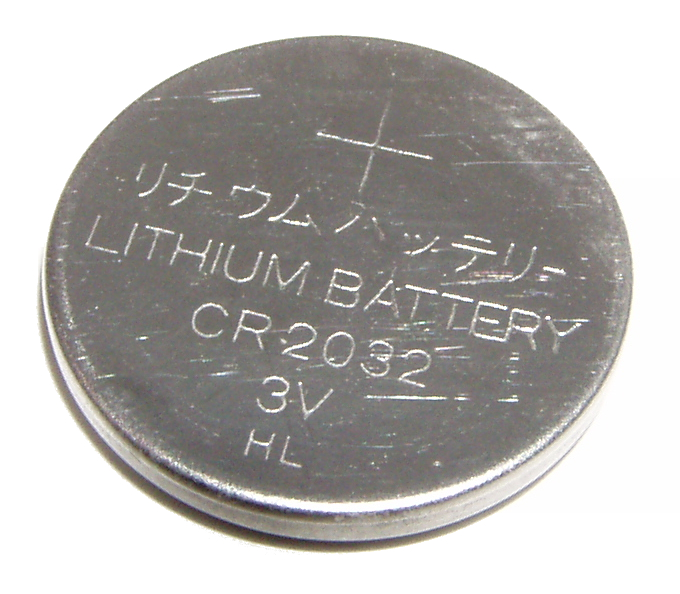
Bateria tipo botão de lítio CR2032

As baterias de lítio metálico são baterias primárias que possuem lítio metálico como ânodo . Esses tipos de baterias também são chamados de baterias de lítio-metal depois que as baterias de íons de lítio foram inventadas. A maioria das baterias de metal de lítio não são recarregáveis. No entanto, baterias recarregáveis de metal de lítio também estão em desenvolvimento. Desde 2007, os Regulamentos de Mercadorias Perigosas diferenciam entre baterias de metal de lítio (UN 3090) e baterias de íons de lítio (UN 3480).
Elas se destacam de outras baterias em sua alta densidade de carga e alto custo por unidade. Dependendo do projeto e dos compostos químicos utilizados, as células de lítio podem produzir tensões de 1.5 V (comparável a uma bateria de zinco-carbono ou alcalina) para cerca de 3.7 V
As baterias primárias de lítio descartáveis devem ser diferenciadas das secundárias de íons de lítio ou polímeros de lítio, que são baterias recarregáveis e não contêm lítio metálico. O lítio é especialmente útil, porque seus íons podem ser organizados para se mover entre o ânodo e o cátodo, usando um composto de lítio intercalado como material do cátodo, mas sem usar lítio metálico como material do ânodo. O lítio puro reagirá instantaneamente com a água ou mesmo com a umidade do ar; o lítio nas baterias de íons de lítio é um composto menos reativo.

## Questões de segurança e regulamentação

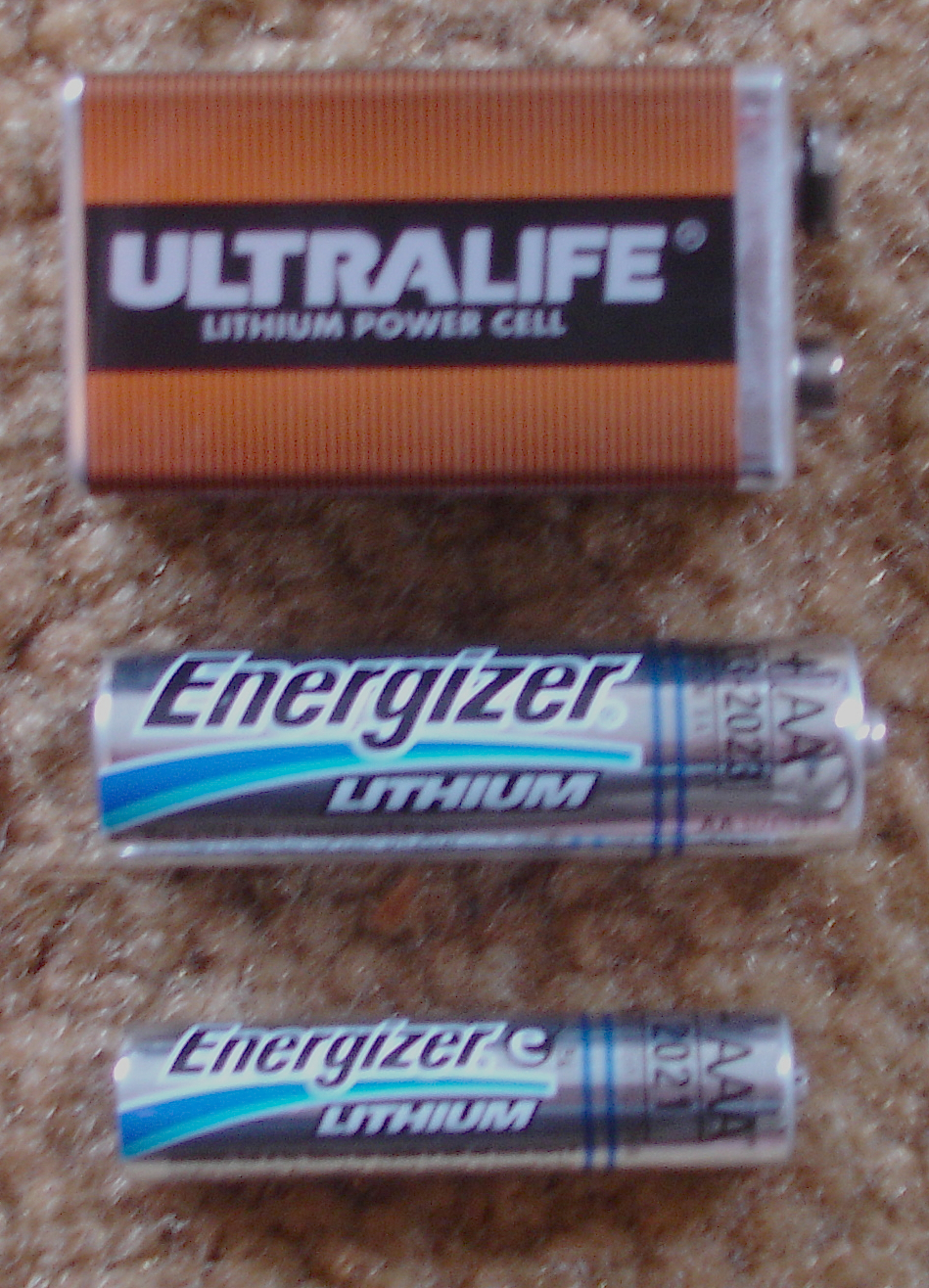
Tamanhos de lítio de 9 volts, AA e AAA. O objeto superior é uma bateria de três células de dióxido de lítio-manganês, os dois inferiores são células de dissulfeto de ferro-lítio e são compatíveis com células alcalinas de 1,5 volts.

### Laboratórios de metanfetamina
Baterias de lítio não utilizadas fornecem uma fonte conveniente de metal de lítio para uso como agente redutor em laboratórios de metanfetamina. Especificamente, o lítio metálico reduz a pseudoefedrina e a efedrina a metanfetamina no método de redução de Birch, que emprega soluções de metais alcalinos dissolvidos em amônia anidra.
Algumas jurisdições aprovaram leis para restringir as vendas de baterias de lítio ou pediram às empresas que fizessem restrições voluntárias em uma tentativa de ajudar a conter a criação de laboratórios de metanfetamina ilegais . Em 2004, as lojas Wal-Mart limitaram a venda de baterias de lítio descartáveis a três embalagens no Missouri e quatro embalagens em outros estados.

### Problemas de saúde na ingestão
As baterias tipo botão são atraentes para crianças pequenas e são frequentemente ingeridas. Nos últimos 20 anos, embora não tenha havido um aumento no número total de pilhas-botão ingeridas em um ano, os pesquisadores observaram um aumento de 6,7 vezes no risco de que uma ingestão resulte em uma complicação moderada ou grave e 12,5 vezes aumento de duas vezes nas mortes comparando a última década com a anterior.

## Disposição
Os regulamentos para descarte e reciclagem de baterias variam muito; os governos locais podem ter requisitos adicionais sobre os regulamentos nacionais. Nos Estados Unidos, um fabricante de baterias primárias de dissulfeto de ferro e lítio informa que as quantidades de consumo de células usadas podem ser descartadas no lixo municipal, pois a bateria não contém nenhuma substância controlada pelos regulamentos federais dos EUA.
Outro fabricante afirma que as baterias de lítio de tamanho "botão" contêm perclorato, que é regulamentado como resíduo perigoso na Califórnia; quantidades regulamentadas não seriam encontradas no uso típico do consumidor dessas células.